# Halah (Talmud)
El tractat Halah (en hebreu: חלה) (significa literalment: "Pa"), encara que en un sentit bíblic es refereix a la "ofrena de la massa", és el novè tractat de l'ordre Zeraïm ("Llavors") de la Mixnà i el Talmud, que tracta sobre les 24 ofrenes sacerdotals esmentades en la Bíblia hebrea (el Tanaj).
Durant el període del Temple Jueu, l'ofrena de la Halah era separada del pa fet de qualsevol de les cinc espècies de gra (blat, ordi, espelta, civada i sègol), i era lliurada a un sacerdot que provenia del llinatge d'Aarón (un Cohen).
Actualment, ja que els sacerdots (cohanim) no estan nets ritualment, la "porció de la massa" se separa i es crema en un forn, o es fa servir per alimentar als ocells en algunes comunitats jueves.
Abans que la Halah sigui separada, es diu una bracha (benedicció): Baruj atá adonai eloheinu melej haolam asher kideshanu bemitzvotav vetzivanu lehafrish jalá.
La quantitat separada procedeix solament de productes derivats del pa, que han estat elaborats amb almenys 1,2 quilos de farina o més (això es fa sense una benedicció) o amb 1,666 quilos o més (això es fa amb una benedicció, segons algunes autoritats) o amb 2,25 quilos o més (això es fa amb una benedicció) i la massa separada ha de ser de la grandària d'una oliva gran. Si es fa servir menys quantitat de farina de la requerida, algunes masses es poden separar sense recitar una benedicció, mentre que unes altres no se separen. Si la separació no es fa mentre es cuina, es pot fer després sense recitar una benedicció.